# Jokajdon
Jokajdon é um género de gastrópode  da família Charopidae.
Este género contém as seguintes espécies:
- Jokajdon callizonus
- Jokajdon tumidulus